# Peter Godfrey (cầu thủ bóng đá, sinh năm 1938)
Peter Ronald Godfrey (sinh ngày 15 tháng 3 năm 1938) là một cựu cầu thủ bóng đá người Anh thi đấu ở vị trí tiền vệ chạy cánh.
Sinh ra ở Woolwich, ông thi đấu cho Charlton Athletic, Gillingham, Chesterfield và Exeter City từ năm 1955 đến năm 1967.